# Astro Boy (serie televisiva 1959)
Astro Boy (鉄腕アトム?, Testuwan Atomu) è una serie TV live action giapponese di genere tokusatsu, creata da MBS Productions. Consiste nel primo adattamento televisivo del manga Astro Boy di Osamu Tezuka, e precede la serie animata Astro Boy del 1963.

## Produzione e trasmissione
La serie fu trasmessa nel solo Giappone a partire dal 7 marzo 1959 fino al 28 maggio 1960, e comprende in tutto cinque stagioni per 65 episodi totali. Girata in live action, quindi con attori reali, appartiene al genere tokusatsu, un genere televisivo nipponico con largo impiego di effetti speciali.

## Altri media
- Astro Boy (1962): dalla serie televisiva, la MBS realizzò un film mettendo insieme parti degli episodi per una durata totale di 75 minuti con solo la sequenza iniziale del film di circa un minuto a cartoni animati.